# Andlersdorf
Andlersdorf  es una ciudad del distrito de Gänserndorf en Baja Austria (Austria).